# Lilian Kasait Rengeruk
Lilian Kasait Rengeruk (née le 3 mai 1997) est une athlète kényane, spécialiste des courses de fond. 

## Biographie
Elle remporte l'épreuve du 3 000 mètres lors des championnats du monde cadets de 2011. Vainqueur du titre junior par équipes aux championnats d'Afrique de cross 2014, elle s'adjuge cette même année la médaille d'argent du 3 000 m lors des championnats du monde juniors, à Eugene.
En mars 2017, lors des championnats du monde de cross-country à Manama, elle remporte la médaille de bronze de l'épreuve individuelle senior, derrière ses compatriotes Irene Cheptai et Alice Aprot, et s'adjuge par ailleurs le titre par équipes. Elle se classe 6e du 5 000 m lors du Mémorial Van Damme, finale de la Ligue de diamant 2017.
En 2019 elle remporte le 5 000 mètres des Jeux africains à Rabat.

## Palmarès
| Date | Compétition                               | Lieu     | Résultat | Épreuve             | Temps          |
| ---- | ----------------------------------------- | -------- | -------- | ------------------- | -------------- |
| 2013 | Championnats du monde jeunesse            | Donetsk  | 1re      | 3 000 m             | 8 min 58 s 74  |
| 2014 | Championnats d'Afrique de cross-country   | Kampala  | 5e       | course junior       | 19 min 51 s    |
| 2014 | Championnats d'Afrique de cross-country   | Kampala  | 1re      | par équipes         |                |
| 2014 | Championnats du monde juniors             | Eugene   | 2e       | 3 000 m             | 9 min 0 s 53   |
| 2016 | Championnats d'Afrique de cross-country   | Yaoundé  | 10e      | course junior       | 19 min 48 s    |
| 2017 | Championnats du monde de cross-country    | Kampala  | 3e       | course senior       | 32 min 11      |
| 2017 | Championnats du monde de cross-country    | Kampala  | 1re      | par équipes         |                |
| 2019 | Jeux africains                            | Rabat    | 1re      | 5 000 m             | 15 min 33 s 63 |
| 2019 | Championnats du monde                     | Doha     | 5e       | 5 000 m             | 14 min 36 s 05 |
| 2021 | Jeux olympiques                           | Tokyo    | 12e      | 5 000 m             | 14 min 55 s 85 |
| 2023 | Championnats du monde                     | Budapest | 10e      | 5 000 m             | 14 min 59 s 32 |
| 2023 | Championnats du monde de course sur route | Riga     | 2e       | 5 km                | 14 min 39 s    |
| 2024 | Championnats du monde de cross            | Belgrade | 2e       | Course individuelle | 31 min 8 s     |
| 2024 | Championnats du monde de cross            | Belgrade | 1re      | Par équipes         | 10 pts         |
| 2024 | Jeux olympiques                           | Paris    | 5e       | 10 000 m            | 30 min 45 s 04 |

## Records
| Épreuve  | Temps          | Lieu      | Date             |
| -------- | -------------- | --------- | ---------------- |
| 3 000 m  | 8 min 25 s 90  | Oslo      | 15 juin 2023     |
| 5 000 m  | 14 min 23 s 05 | Paris     | 9 juin 2023      |
| 10 000 m | 29 min 26 s 89 | Eugene    | 25 mai 2024      |
| 5 km     | 14 min 26 s    | Barcelone | 31 décembre 2023 |
| 10 km    | 29 min 32 s    | Valence   | 14 janvier 2024  |